# 1,1-二溴乙烷
1,1-二溴乙烷是一种无色带有微棕色，可燃的有机化合物。它被归类为有机溴化合物，分子式C2H4Br2，示性式CH3CHBr2，有一个异构体——1,2-二溴乙烷。它在工业化学中很常见，用作燃料添加剂。它也被用作谷物和土壤熏蒸剂以控制昆虫。

## 制备
通过在不存在过氧自由基的情况下将溴化氢加到乙烯基溴，可以合成1,1-二溴乙烷。

## 危险性
1,1-二溴乙烷被认为是轻度有毒的化合物。化合物中的溴原子是强氧化剂。如果通过吸入吸收，1,1-二溴乙烷可能会引起神经元效应、组织损伤和溴中毒。